# 岡田清隆
岡田 清隆（おかだ きよたか、1955年6月5日 - ）は、日本のアートディレクター、イラストレーター。岡田工房主宰。福岡県出身。

## 略歴・人物
1955年福岡県出身。九州産業大学デザイン科卒業。芸術生活社元編集部。1997年より大学、専門学校にて美術・デザイン講師に就く。西日本工業大学デザイン学科非常勤講師。福岡県立京都高等学校元美術講師。2005年よりギャラリー《ヨーク》開設。
処女著作本「伝説少女あき」は、岡田氏の少女イラストの原点である。

## 受賞歴
- 1979年 - 第3回JPC賞奨励賞受賞。
- 1990年 -  郵政省ダイレクトメール賞、入選及び金賞受賞。
- 1991年 - 金賞作品が世界公募メールグラフィックスに選出。

## 作品・書籍
- 『そらあおぐ』（鳥影社・2019年）
- 『弟子と光量子』(鳥影社・2016年)岡田キヨタカ名義
- 『豊の玉姫御伽草子』(鳥影社・2013年)
- 『硝子のシュア―I’M NOT SURE (新風選書)』（新風社・2000年）
- 『美夜古野物語』(鳥影社・1997年)
- 『豊の玉姫みやこへ―古今情話』（鳥影社・2009年）[2]
- 『恋する女たち(THE FORCE OF LOVE)―岡田清隆ペン画集』（近代文芸社・1995年）
- 『キャラクター感得学―クリエイターを元気にする講義集』（鳥影社・2006年）
- 『美葉と冬雪』(アートダイジェスト社・1994年)
- 『少女伝説あき』(アートダイジェスト社・1992年)
- 『虹と凪の彩』(鳥影社・2022年)
- 『きよまろ　すぐり　神託記』(鳥影社・2024年)